# Esquirol volador de Bhutan
L'esquirol volador de Bhutan (Petaurista nobilis) és una espècie de rosegador de la família dels esciúrids. Viu a Bhutan, l'Índia i el Nepal. Es tracta d'un animal crepuscular i nocturn de costums arborícoles. El seu hàbitat natural són els boscos tropicals i subtropicals de montà i rododendres. Està amenaçat per la destrucció del seu entorn per la tala d'arbres, la mineria, l'expansió urbana, la construcció de preses i la caça.